# تشخيص (تجسيد)

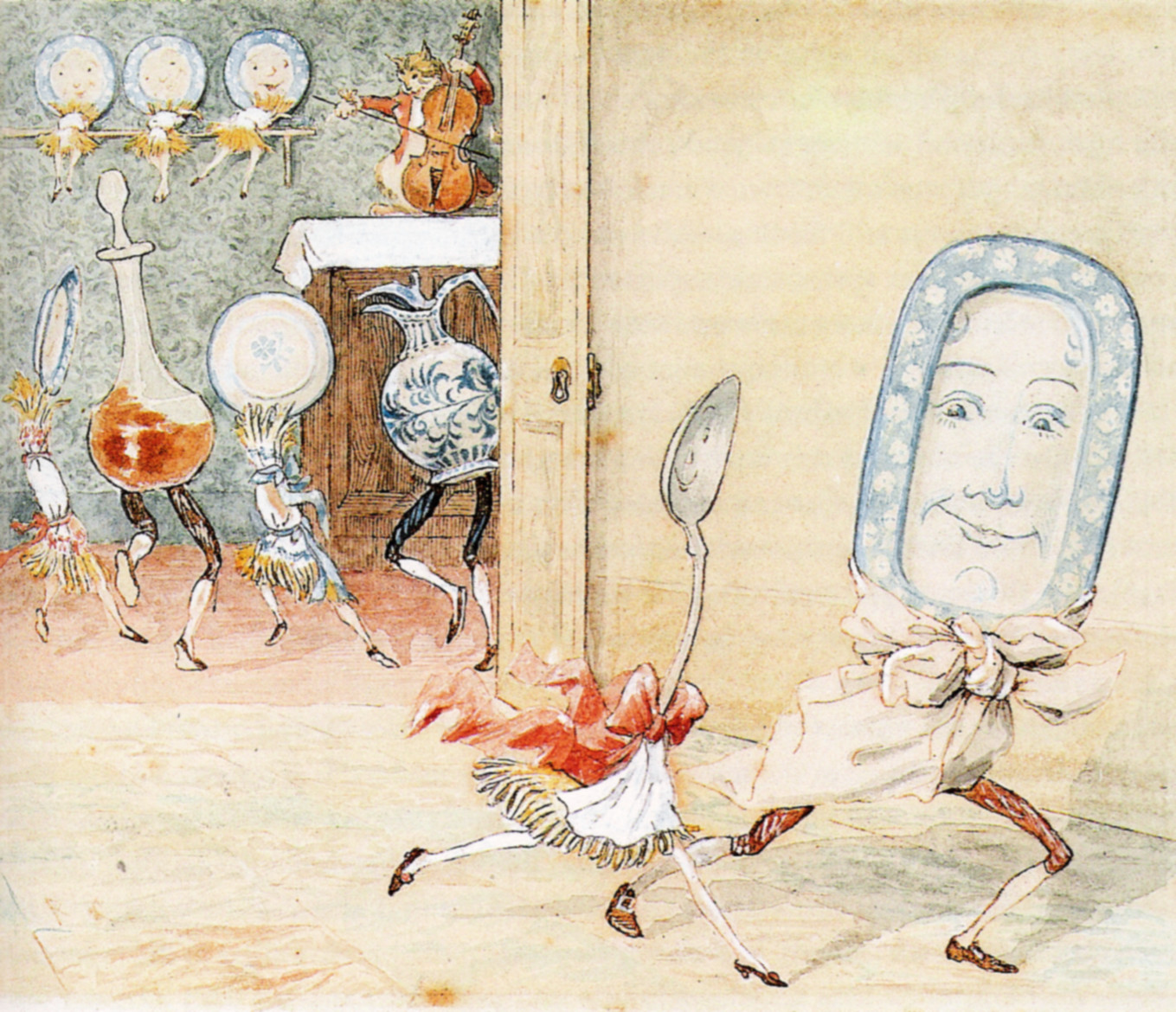

التشخيص أو التجسيد (بالانجليزية Prosopopoeia) هي أداة بلاغية يتواصل فيها المتكلم أو الكاتب مع الجمهور من خلال التحدث كشخص أو كائن آخر. مصطلح حرفي مشتق من الجذور اليونانية prósopon «الوجه والشخص»، و poiéin «لجعل، للقيام»، ويسمى أيضا تجسيد. تستخدم Prosopopoeiae في الغالب لإعطاء وجهة نظر أخرى حول الإجراء الموصوف.

## امثلة
- التحدث بصوت آخر:
  - مثال كلاسيكي على هذا الاستخدام في الأسفار القانونية الثانية في سفر يشوع بن سيراخ من الكتاب المقدس، حيث تجسدت الحكمة وتحدثت إلى الناس وإلى القارئ:

| تشخيص (تجسيد) | 1 الحكمة تمدح نفسها وتفتخر بين شعبها 2 تفتح فاها في جماعة العلي وتفتخر امام جنوده 3 وتعظم في شعبها وتمجد في ملا القديسين 4 وتحمد في جميع المختارين وتبارك بين المباركين وتقول 5 اني خرجت من فم العلي بكرا قبل كل خليقة 6 وجعلت النور يشرق في السماوات على الدوام وغشيت الارض كلها بمثل الضباب . | تشخيص (تجسيد) |

- نسب الخصائص البشرية لغير شخص

في المحكمة، قد يقترح المدعي العام على المحلفين أن ضحية القتل «تتحدث إلينا من خلال الأدلة». قبل أن يصبح سناتورًا، اشتهر جون إدواردز بأنه قدم مثل هذه الحجة في واحدة من أشهر حالات الضرر التي تعرض لها، والتي تمثل عائلة فتاة قتلت بسبب نزيف معيب في حمام السباحة.